# Out of Time (Album)
Out of Time ist das siebte Studioalbum der US-amerikanischen Rockband R.E.M.. Es wurde im März 1991 bei Warner Bros. Records veröffentlicht. Zu den erfolgreichsten Auskopplungen gehören Losing My Religion und Shiny Happy People.

## Entstehung und Veröffentlichung
Die Erstveröffentlichung von Out of Time erfolgte am 8. März 1991 bei Warner Bros. Records. Das Album erschien in seiner Originalausführung als CD und LP mit elf Titeln. Alle Titel stammen aus der Feder von Bill Berry, Peter Buck, Mike Mills und Michael Stipe. Die ersten fünf Titel werden als „Time Side“ und die restlichen sechs Titel als „Memory Side“ bezeichnet, so auch die Trennung der LPs. Am 18. November 2016 erschien eine „25th Anniversary Deluxe Edition“ des Albums. Dies ist ein Boxset mit einem zusätzlichen Demoalbum, dem Livealbum Live at Mountain Stage sowie einem Videoalbum mit Musikvideos.

## Stil
Out of Time schlägt musikalisch eine Brücke von der eher pop- und rock-lastigen Musik des Vorgängeralbums Green hin zu Automatic for the People, in dem auch eine Vielzahl von Elementen der Folk- und Country-Musik verwendet wurden.

## Titelliste
1. Radio Song – 4:13
2. Losing My Religion – 4:26
3. Low – 4:55
4. Near Wild Heaven – 3:17
5. Endgame – 3:48
6. Shiny Happy People – 3:45
7. Belong – 4:05
8. Half a World Away – 3:26
9. Texarkana – 3:37
10. Country Feedback – 4:07
11. Me in Honey – 4:06

## Studiomusiker
- David Arenz – Violine
- Ellie Arenz – Violine
- David Braitberg – Violine
- Andrew Cox – Violoncello
- Reid Harris – Bratsche
- Peter Holsapple – Bass, Gitarre
- Ralph Jones – Kontrabass
- Kidd Jordan – Altsaxophon, Baritonsaxophon, Bassklarinette, Tenorsaxophon
- John Keane – Pedal-Steel-Gitarre
- Dave Kempers – Violine
- Scott Litt – Feedback
- Elizabeth Murphy – Violoncello
- Paul Murphy – Bratsche
- Lawrence Parker (KRS-One) – Rap
- Kate Pierson – Gesang
- Cecil Welch – Flügelhorn

## Rezeption

### Rezension
„Out of Time zeigt die Band auf dem Gipfel ihres Könnens, und zwar in Opulenz. Congas gibt es und ein Cembalo, Streicher und Chöre, für die sich auch die Beach Boys nicht schämen müssten. Stilistisch ist es ein Brückenalbum zwischen dem Rock der früheren und dem Folk der kommenden Platten. Und es ist ein Buck-Album.“

### Bestenlisten
Der Rolling Stone wählte es auf Platz 68 der 100 besten Alben der 1990er Jahre. Time nahm es in die Aufstellung der 100 wichtigsten Alben auf.

### Preise
Das Album erhielt bei den Grammy Awards 1992 drei Auszeichnungen in den Kategorien „Bestes Alternative-Album“, „Beste Darbietung eines Duos oder einer Gruppe mit Gesang – Pop“ (Losing My Religion) und „Bestes Musik-Kurzvideo“ (Losing My Religion).

## Kommerzieller Erfolg

### Chartplatzierungen
Out of Time avancierte zum Nummer-eins-Album in den Niederlanden, Österreich, den Vereinigten Staaten und dem Vereinigten Königreich.
| ChartsChartplatzierungen       | Höchstplatzierung | Wochen |
| ------------------------------ | ----------------- | ------ |
| Deutschland (GfK)              | 2 (67 Wo.)        | 67     |
| Österreich (Ö3)                | 1 (32 Wo.)        | 32     |
| Schweiz (IFPI)                 | 3 (50 Wo.)        | 50     |
| Vereinigte Staaten (Billboard) | 1 (109 Wo.)       | 109    |
| Vereinigtes Königreich (OCC)   | 1 (212 Wo.)       | 212    |

| ChartsJahrescharts (1991) | Platzierung |
| ------------------------- | ----------- |
| Deutschland (GfK)         | 5           |
| Österreich (Ö3)           | 3           |
| Schweiz (IFPI)            | 3           |

| ChartsJahrescharts (1992) | Platzierung |
| ------------------------- | ----------- |
| Deutschland (GfK)         | 53          |

### Auszeichnungen für Musikverkäufe
Out of Time verkaufte sich weltweit über 18 Millionen Mal, davon sind über 11,6 Millionen Einheiten mit Schallplattenauszeichnungen belegt. Es ist damit eine der meistverkauften Veröffentlichungen der Band. Das Album verkaufte sich alleine in Deutschland laut Schallplattenauszeichnungen über 1,25 Millionen Mal, womit es zu den meistverkauften Musikalben des Landes zählt.
| Land/Region                  | Auszeichnungen für Musikverkäufe (Land/Region, Auszeichnung, Verkäufe) | Verkäufe    |
| ---------------------------- | ---------------------------------------------------------------------- | ----------- |
| Argentinien (CAPIF)          | Gold                                                                   | 30.000      |
| Australien (ARIA)            | 2× Platin                                                              | 140.000     |
| Brasilien (PMB)              | Gold                                                                   | 100.000     |
| Dänemark (IFPI)              | 3× Platin                                                              | 60.000      |
| Deutschland (BVMI)           | 5× Gold                                                                | 1.250.000   |
| Europa (IFPI)                | 3× Platin                                                              | (3.000.000) |
| Finnland (IFPI)              | Gold                                                                   | 27.084      |
| Frankreich (SNEP)            | 2× Platin                                                              | 600.000     |
| Italien (FIMI)               | Gold                                                                   | 25.000      |
| Kanada (MC)                  | 7× Platin                                                              | 700.000     |
| Mexiko (AMPROFON)            | Gold                                                                   | 100.000     |
| Neuseeland (RMNZ)            | 3× Platin                                                              | 45.000      |
| Niederlande (NVPI)           | 2× Platin                                                              | 200.000     |
| Österreich (IFPI)            | Platin                                                                 | 50.000      |
| Schweden (IFPI)              | Gold                                                                   | 50.000      |
| Schweiz (IFPI)               | 4× Platin                                                              | 200.000     |
| Spanien (Promusicae)         | 5× Platin                                                              | 500.000     |
| Vereinigte Staaten (RIAA)    | 4× Platin                                                              | 4.000.000   |
| Vereinigtes Königreich (BPI) | 5× Platin                                                              | 1.500.000   |
| Insgesamt                    | 7× Gold · 43× Platin ·                                                 | 11.737.084  |

Hauptartikel: R.E.M./Auszeichnungen für Musikverkäufe